# Marczibányi-díj
A Marczibányi-díj egy 1815–1949 között a magyar tudományos és irodalmi munkák, nyelvtudományi pályázatok jutalmazására odaítélt, Marczibányi István mecénásról elnevezett díj volt.

## Története
A díjat a Marczibányi István végrendeletének értelmében birtokai jövedelméből 1815. április 20-án létrehozott 50  ezer forintos alapítványból ítélték oda magyar tudományos és irodalmi munkák, valamint nyelvtudományi pályázatok jutalmazására. Az eredeti alapítvány összegét a későbbiekben Marczibányi István unokaöccse, Marczibányi Antal és a Marczibányi-család több más tagja is növelte.
Az alapítványt 1847-ig a Marczibányi Intézet, a későbbiekben, egészen a díj 1949. évi utolsó odaítélésig a Magyar Tudományos Akadémia kezelte. Első elnöke József nádor volt, őt követték, többek közt, Teleki László, Podmaniczky József, Cziráky Antal és Mailáth György, Teleki József
A díjkiosztásra 1815 és 1830 között a Magyar Nemzeti Múzeum éves közgyűlésén került sor. 1831-től 1845-ig nem osztották ki a díjat. 1846-tól a Magyar Tudományos Akadémia ítélte oda az először Marczibányi-nagyjutalomnak, utóbb Marczibányi-mellékjutalomnak nevezett, 50 arannyal járó díjat, amellyel évente azt a magyar nyelven írt művet ismerték el, amely „becsben leginkább megközelíti” az Akadémia nagyjutalmát elnyerő munkát. Minden második évben osztották ki a Marczibányi-jutalomkérdés 30 aranyos díját, amelyre adott nyelvtudományi kérdésekre írt tanulmányokkal lehetett elnyerni. A második világháború után az Akadémiának nem maradtak anyagi eszközei a jutalmazáshoz, ezért a nyertesek egy levélben írt elismerést és egy érmet kaptak.

## Díjazottak
- 1817: Pethe Ferenc, Virág Benedek
- 1818: Fejér György
- 1820: Kisfaludy Sándor
- 1821: Mokry Benjámin
- 1822: Horvát István
- 1823: Kövy Sándor
- 1824: Szlemenics Pál
- 1828: Fáy András, Vörösmarty Mihály, Kisfaludy Károly, Bitnitz Lajos
- 1845: Czuczor Gergely, Balásházy János, Széchenyi István
- 1846: Kerekes Ferenc
- 1847: Szőnyi Pál
- 1858: Fogarasi János, Kemény József, Nagyajtai Kovács István, Berde Áron, Henszlmann Imre, Greguss Ágost, Pauler Tivadar, Arany János, Ipolyi Arnold, Nendtvich Károly, Hollán Ernő, Brassai Sámuel
- 1860: Tóth Lőrinc
- 1861: Czuczor Gergely
- 1863: Hornyik János
- 1864: Nendtvich Károly
- 1865: Weninger Vince
- 1867: Warga János, Kautz Gyula,
- 1868: Gyulai Pál
- 1869: Nagy Iván
- 1870: Hunfalvy János
- 1871: Péch Antal, Domanovszky Endre
- 1872: Hajnik Imre
- 1873: Szász Károly, Gyulai Pál
- 1874: Szabó Károly
- 1875: Hunfalvy János
- 1876: Stahlberger Emil
- 1877: Domanovszky Endre
- 1878: Hajnik Imre
- 1880: Toldy Ferenc
- 1881: Szilágyi Sándor
- 1882: Kerpely Antal
- 1884: Alexander Bernát
- 1885: Beöthy Leó
- 1886: Szinnyei József
- 1887: Szilády Áron
- 1888: Károlyi Árpád
- 1889: Entz Géza
- 1890: Schenek István, Farbaky István
- 1891: Domanovszky Endre
- 1892: Vécsey Tamás
- 1893: Ponori Thewrewk Emil
- 1894: Beöthy Zsolt
- 1895: Fraknói Vilmos
- 1896: Thanhoffer Lajos
- 1897: Kherndl Antal
- 1898: Pekár Károly
- 1899: Vargha Gyula
- 1900: Munkácsi Bernát
- 1901: Szász Károly
- 1902: Károlyi Árpád
- 1903: Lóczy Lajos
- 1904: Réthy Mór
- 1905: Böhm Károly
- 1906: Földes Béla
- 1907: Pápay József
- 1908: Endrődi Sándor
- 1909: Hampel József
- 1910: Méhely Lajos
- 1911: Fejér Lipót
- 1912: Kármán Mór
- 1913: Raffay Ferenc
- 1914: Gombocz Zoltán
- 1915: Berczik Árpád
- 1916: Ortvay Tivadar
- 1917: Hollós László
- 1918: Geöcze Zoárd
- 1920: Pauler Ákos
- 1921: Finkey Ferenc
- 1922: Horger Antal
- 1923: Váczy János
- 1924: Szabolcska Mihály
- 1925: Hóman Bálint
- 1926: Jávorka Sándor
- 1927: Riesz Frigyes
- 1928: Eötvös Loránd
- 1929: Kornis Gyula
- 1930: Ereky István
- 1931: Németh Gyula
- 1932: Papp Ferenc
- 1933: Bárd Miklós, Kozma Andor
- 1934: Szentpétery Imre
- 1935: Gelei József
- 7 1936: Bláthy Ottó Titusz
- 1937: Pogány Béla
- 1938: Bartók György
- 1939: Thirring Gusztáv
- 1940: Csűry Bálint
- 1941: Lyka Károly
- 1942: Sík Sándor
- 1943: Szabó István
- 1945: Rozlozsnik Pál
- 1946: Jáky József, Békésy György
- 1948: Ligeti Lajos
- 1949: Eckhart Ferenc